# بوشل
البُوشِل (بالإنجليزية: Bushel)‏ هو إداة قياس بريطانية وأمريكية للأحجام الجافة، وتساوي 04 بك أو 08 غالون. وتستعمل لقياس السلع الأساسية الجافة (وليس السائلة)، وغالبا في الزراعة.

## استعمالها كأداة قياس
هناك عدة أنواع من البوشل حسب السلعة المراد قياسها على النحو التالي:
1 بوشل = 32 رطل =14.515 كيلو جرام (للشوفان)
1 بوشل = 56 رطل = 20.412 كيلو من الذرة
1 بوشل = 34 رطل = 15.4221 كيلو من الشعير المملت (المصفى) أو 48 رطل =21.7724 كيلو من الشعير الخام
1 بوشل =60 رطل = 27.2188 كيلو من القمح وفول الصويا